# Đau thần kinh hông
Đại cương
Đau thần kinh hông là một hội chứng đau dọc theo dây thần kinh hông, có thể do bản thân dây thần kinh hoặc rễ của dây thần kinh bị tổn thương gây nên.
Nguyên nhân và cơ chế sinh bệnh.
Thường là phong hàn, phong nhiệt hoặc thấp nhiệt thừa lúc tấu lý sơ hở vào kinh Thái dương bàng quang hoặc kinh Thiếu dương đởm, hoặc huyết ứ ở hai kinh trên. Những nguyên nhân này làm cho khí huyết của 2 kinh Bàng quang, Đởm bị cản trở hoặc tắc lại, gây nên "không thông thì đau", và nếu kéo dài sẽ ảnh hưởng đến Can, Thận.
Bệnh chứng
- đau liên tục hoặc đau tửng cơn theo các đường kinh. Đau tăng và chạy dọc từ lưng xuống chân khi cúi lưng, ho hắt hơi, đi lại nhiều. Tính chất đau: ê ẩm(do hàn thấp), đau như kim châm đau như bị dao cắt (do huyết ứ). Những điểm ấn đau thường là: đại trường du, hoàn khiêu, thừa phù, ủy trung, thừa sơn, côn lôn, dương lăng tuyền. Để đỡ đau, bệng nhân thường có tư thế chống đau.
Cảm giác có thể quá mẫn hoặc tê ở mặt ngoài cẳng chân, mu bàn chân. Bệnh nhân đi lại khó khăn. Các cơ dọc dây thần kinh co lại, nên những động tác căng các cơ đó đều gây đau, do đó cả vận động bị động cũng bị hạn chế.
- có thể có teo cơ ở mông và chi dưới, phản xạ gân gót giảm hoặc mất phản xạ gân bánh chè bình thường (do can thận âm hư không nuôi dưỡng được gân)
Có thể có cảm giác lạnh hoặc nóng ở chi đau.